# Il bastardo
Il bastardo (The Bastard) è una miniserie televisiva statunitense in 2 puntate del 1978, diretta da Lee H. Katzin e tratta dal romanzo storico scritto da John Jakes nel 1974, primo capitolo della saga The Kent Family Chronicles, composta da 8 romanzi. Ambientata prima nella Francia del XVIII secolo e poi nell'America nel 1772, racconta le vicende di un giovane francese, interpretato da Andrew Stevens, figlio illegittimo di un duca britannico.
La miniserie, prodotta e trasmessa sulle reti indipendenti facenti parte del consorzio OPT ( Operation Prime Time), fu seguita da The Rebels e Il richiamo dell'Ovest, entrambe tratte dai successivi romanzi di John Jakes, autore tra gli altri anche della popolare saga Nord e sud.

## Trama
Il giovane Phillipe Charboneau è figlio illegittimo di un duca inglese. L'uomo, per iscritto, ha promesso di lasciare a lui e alla madre metà delle sue ricchezze. Così quando il duca si ammala gravemente, i due ricevono una lettera che li convoca al suo capezzale. Arrivati dalla Francia nel castello del duca, Philippe e la madre incontrano la moglie, la fredda Duchessa, e il loro unico figlio, Roger. La fidanzata di Roger, Alice, si invaghisce di Philippe e i due iniziano una relazione. Ma alla morte del duca, Roger assolda un gruppo di sicari per eliminare il fratellastro e non dividere con lui l'eredità paterna. Per Philippe e la madre non resta che la fuga: si rifugiano a Londra, dove vengono ospitati da un tipografo che li presenta all'amico Benjamin Franklin, che convince Philippe a seguirlo in America per iniziare una nuova vita.

## Produzione
La miniserie fu prodotta da Joe Byrne per la Universal TV dalle reti del consorzio Operation Prime Time. Le musiche furono composte da John Addison.

## Distribuzione
Trasmessa negli Stati Uniti il 22 e 23 maggio 1978 sulle reti del consorzio OPT, la miniserie è andata in onda per la prima volta in Italia dal 25 gennaio al 15 febbraio 1981 ogni domenica in prima serata su Rai 1, divisa in 4 puntate da 60 minuti.